# 韋利斯克
韋利斯克（俄语：Вельск）是俄羅斯阿爾漢格爾斯克州西南部的一個城市，位於韋利河注入瓦加河之處，距州府阿爾漢格爾斯克東南545公里。2002年人口26,241人。
1137年首見於文獻，1780年建市。